# Amasien
Amasien talvolta citata anche come Amassien o Amasen (tigrino ሓማሴን) era il nome di una provincia storica che comprendeva Asmara e i suoi dintorni, ora parte della moderna Eritrea. La provincia è stata suddivisa e distribuita tra le moderne regioni: Centrale, Sud, Mar Rosso Settentrionale, Gasc-Barca e Anseba.
La popolazione dell'Amasien è in prevalenza seguace del cristianesimo ortodosso orientale e della Chiesa ortodossa eritrea con una considerevole minoranza di comunità sunnite musulmane, cattoliche e luterane. Tradizionalmente, essendo il centro dell’Altopiano Cabessà, era la località del vecchio palazzo di città di Debarua o (Debaroa) (la capitale del bahr negus Isacco). Il confine poi fu cambiato al palazzo Debarua nella provincia di Serae prima del suo attuale status di capitale del distretto Tselema nella regione Debub (Regione del Sud).